# Teedla (Elva)
Teedla est une localité de la commune d'Elva, en Estonie.
Au 31 décembre 2011, il compte 139 habitants.